# Templo de Bogotá
El templo de Bogotá, Colombia, es uno de los templos construidos y operados por la Iglesia de Jesucristo de los Santos de los Últimos Días, el número 57 en operaciones por la iglesia, siendo el primero y único en operaciones en Colombia hasta la dedicación del templo de Barranquilla. Con una inversión estimada en 18 millones de dólares, el templo está ubicado en la ciudad de Bogotá, en la Carrera 46 con Av. Rodrigo Lara Bonilla cercanías a la Autopista Norte. 
Anunciado en 1984 junto con otros cuatro templos, elevaría el número de templos en el mundo a un total de 47, estableciendo un récord de construcciones de templos para la época, habiendo construido en tres años la misma cantidad de templos que en los años previos desde la fundación de la iglesia en 1830. Quince años transcurrieron desde el anuncio hasta la dedicación del templo en vista de desafíos en acreditar un terreno adecuado en la ciudad.
Ubicado a una altitud de 2552 metros (8372,7 pies) sobre el nivel del mar, el templo de Bogotá es el segundo templo de mayor altitud de su tipo que hay en el mundo, después del templo de Cochabamba (2552 metros (8372,7 pies) m s. n. m.).

## Historia
La doctrina de la iglesia acerca de los templos tiene su origen en 1832, dos años después de la organización de la iglesia, cuando su restaurador y primer profeta Joseph Smith recibiera lo que la iglesia considera como una revelación divina, en la que el Señor Jesús le refiriera el deseo de la construcción de templos. En 1836 Smith y la iglesia completaron el templo de Kirtland, el primer templo de la iglesia, en la ciudad de Kirtland, Ohio.
Los primeros misioneros de la Iglesia de Jesucristo de los Santos de los Últimos Días con sede en Perú llegaron a Colombia en 1956. En 1968 se estableció una sede misional en Caracas, enviando misioneros entre Venezuela y Colombia, hasta 1971 cuando la iglesia organizó la primera misión con sede en Bogotá. La predicación restauracionista utilizó las leyendas de Bochica de la mitología muisca por su correlación con el folclore mormón relacionado con la venida de Cristo a las Américas descrito en el Libro de Mormón.

## Anuncio
La Primera Presidencia de la iglesia anunció la construcción del templo en la ciudad de Bogotá en la Conferencia General de abril de 1984. Quince años transcurrieron desde el anuncio hasta la dedicación del templo en vista de desafíos en acreditar un terreno adecuado en la ciudad. Es uno de los templos que más tiempo duraron en su construcción. El templo de Salt Lake City es el que más demoró, cuarenta y cinco años por razones políticas, la guerra de Utah y de tecnología. El Templo de Los Ángeles (California) demoró 19 años desde su anuncio por retrasos debido a la Segunda Guerra Mundial y deliberaciones municipales. En tercer lugar la demora del templo de Bogotá que enfrentó discrepancias de zonificación y permisología municipal seguido por el templo de Manti que dilató 12 años principalmente por retardos tecnológicos. El templo de Kiev también demoró 12 años por retrazos en los trámites de permisología y codificación. Diez años duraron la construcción del templo de Roma y el templo de Fortaleza por trámites municipales que conllevaron a rediseñar sus arquitecturas.
Para el momento de su dedicación en 1999, el templo de Bogotá atendía a miembros de la iglesia en Colombia, Panamá y Venezuela hasta la dedicación del templo de Caracas en 2000. En la actualidad, solo miembros de la iglesia en Colombia asisten al templo de Bogotá.

## Dedicación
El templo de la ciudad de Bogotá fue dedicado para sus actividades eclesiásticas en once sesiones el 24 de abril de 1999, por Gordon B. Hinckley, presidente en ese entonces de La Iglesia de Jesucristo de los Santos de los Últimos Días, a las que asistieron unos 11.000 miembros de la iglesia. Con anterioridad a ello del 27 de marzo al 18 de abril de ese mismo año, la iglesia permitió un recorrido público de las instalaciones y del interior del templo al que asistieron unas 127.000 personas.

## Características
Los templos de la Iglesia de Jesucristo de los Santos de los Últimos Días son construidos con el fin de proveer ordenanzas y ceremonias consideradas sagradas para sus miembros y para quienes son necesarias para la salvación individual y la exaltación familiar. El templo de Bogotá está a 16 km del centro de Bogotá, construido de granito brasileño en el exterior con motivos y diseños de los antiguos incas. El terreno cubre un área de 5.000 m² rodeada por vegetación típica de Colombia, incluyendo árboles de eucalipto y palmas de cera del Quindío. El interior del templo cuenta con tres salones de sellamientos matrimoniales y cuatro salones para las otras ordenanzas de la iglesia.

## Transporte
Servicio Urbano:
- C109 B109 Tibabuyes ↔ Cantón Norte
- C117 A117 Villa Cindy ↔ Chapinero
- C134 A134 Tibabuyes ↔ Pq. Central Bavaria

## Reapertura COVID-19
El Templo de Bogotá comenzó su fase inicial de reapertura posterior a los cierres causados por las restricciones durante la pandemia de COVID-19 el 30 de noviembre de 2020, siendo uno de los últimos templos en volver a abirir llevando el número total de templos reabiertos a 156. Se le permitió a los recién reabiertos templos solo realizar ceremonias matrimoniales por personas vivas sin permitir otras ceremonias eclesiásticas, el bautismo por los muertos y otras obras vicarias. El mismo día, el templo de Quetzaltenango y el templo de El Salvador comenzaron la fase 2 de reapertura junto a otros 128 templos permitiendo otras ceremonias para personas vivas, sin abrir aún las acostumbradas ordenanzas por los fallecidos. En abril de 2022 el templo de Bogotá reanudó sus actividades a favor de sus devotos sin restricciones donde las regulaciones del gobierno local lo permitan. La iglesia permanece requiriendo citas previas para todas las ceremonias eclesiásticas del templo.